# Maison des Têtes de Valence
Pour les articles homonymes, voir Maison des Têtes.
La maison des Têtes de Valence, située au 57 Grande Rue (à proximité de la place des Clercs) dans le Vieux Valence, est un fleuron de l'architecture du début du XVIe siècle. La façade de cet ancien hôtel particulier, qui abrite la Maison du Patrimoine (CIAP) du service Pays d'art et d'histoire de Valence Romans Agglo, offre aux passants le foisonnement de son décor sculpté. Cette maison, marquant le passage du style gothique flamboyant au style renaissance, doit son nom aux nombreuses têtes qui ornent sa façade. Des sculptures symbolisent les vents, la Fortune, le Temps, ou encore la théologie, le droit ou la médecine tandis que le corridor est orné de bustes d'empereurs romains.
Il existe aussi une maison des Têtes à Viviers (Ardèche), à Colmar (Haut-Rhin), à Béziers (Hérault), à Metz (Moselle) et à Toulon (Var), cette dernière ayant été détruite.

## Histoire

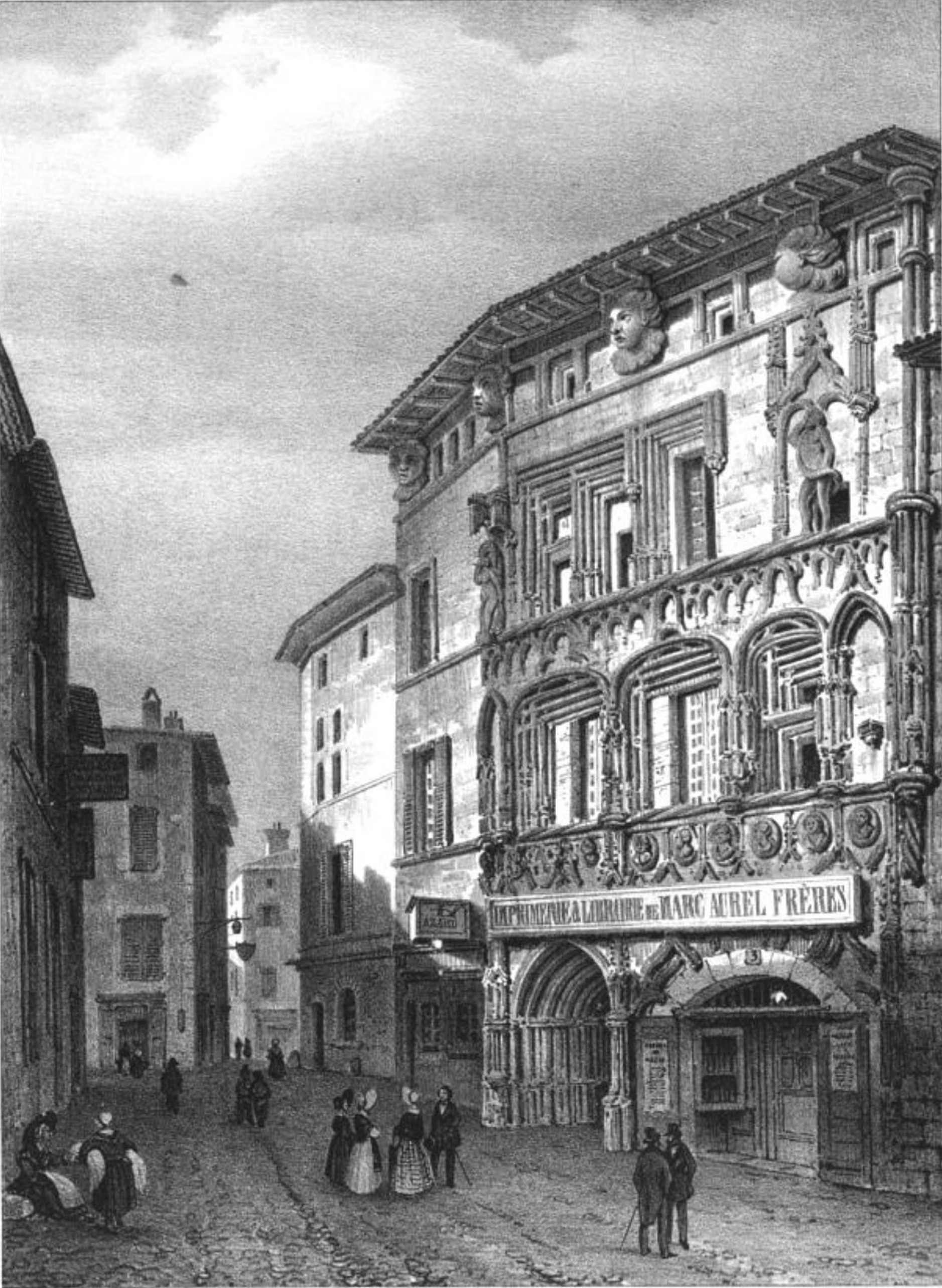
Maison des Têtes vers 1837, lithographie d’Alexandre Debelle, Album du Dauphiné.

La maison des Têtes a été construite entre 1528 et 1532 par Antoine de Dorne, professeur à l'Université et Consul de Valence. Il décida de son édification de retour, dit-on, d'un voyage en Italie. À sa mort en 1551, la maison passa à son fils François, conseiller au Parlement du Dauphiné, puis à la fin du XVIe siècle, elle revint par alliance à Barthélémy de Marquet. Il acheva les travaux de décoration, et fit ouvrir sur le jardin trois portes sculptées, dont l'une est conservée au musée d'Art et d'Archéologie de Valence. 
La maison des Têtes resta dans cette famille jusqu'à la fin du XVIIIe siècle.  
En 1794, durant la Terreur, elle est confisquée puis vendue comme bien national à Madeleine Vernet, veuve du libraire Pierre Aurel. Par la suite son fils, Joseph Marc Emmanuel Aurel, en hérita ; celui-ci fut appelé par Bonaparte en  tant qu'imprimeur en chef de l'Armée d'Égypte.
En 1944, la maison des Têtes est classée au titre des monuments historiques.
La maison des Têtes changea plusieurs fois de mains au cours du XIXe siècle, et demeura un bien privé jusqu'à ce que, en 1980, la ville de Valence en fît l'acquisition.

## Architecture
La maison des Têtes est composée de quatre corps de logis, articulés autour d'une cour carrée permettant de faire entrer la lumière mais aussi de circuler. Auparavant, de chaque côté de l'édifice se trouvaient des écuries et un jardin (d'ouest en est).

### La façade

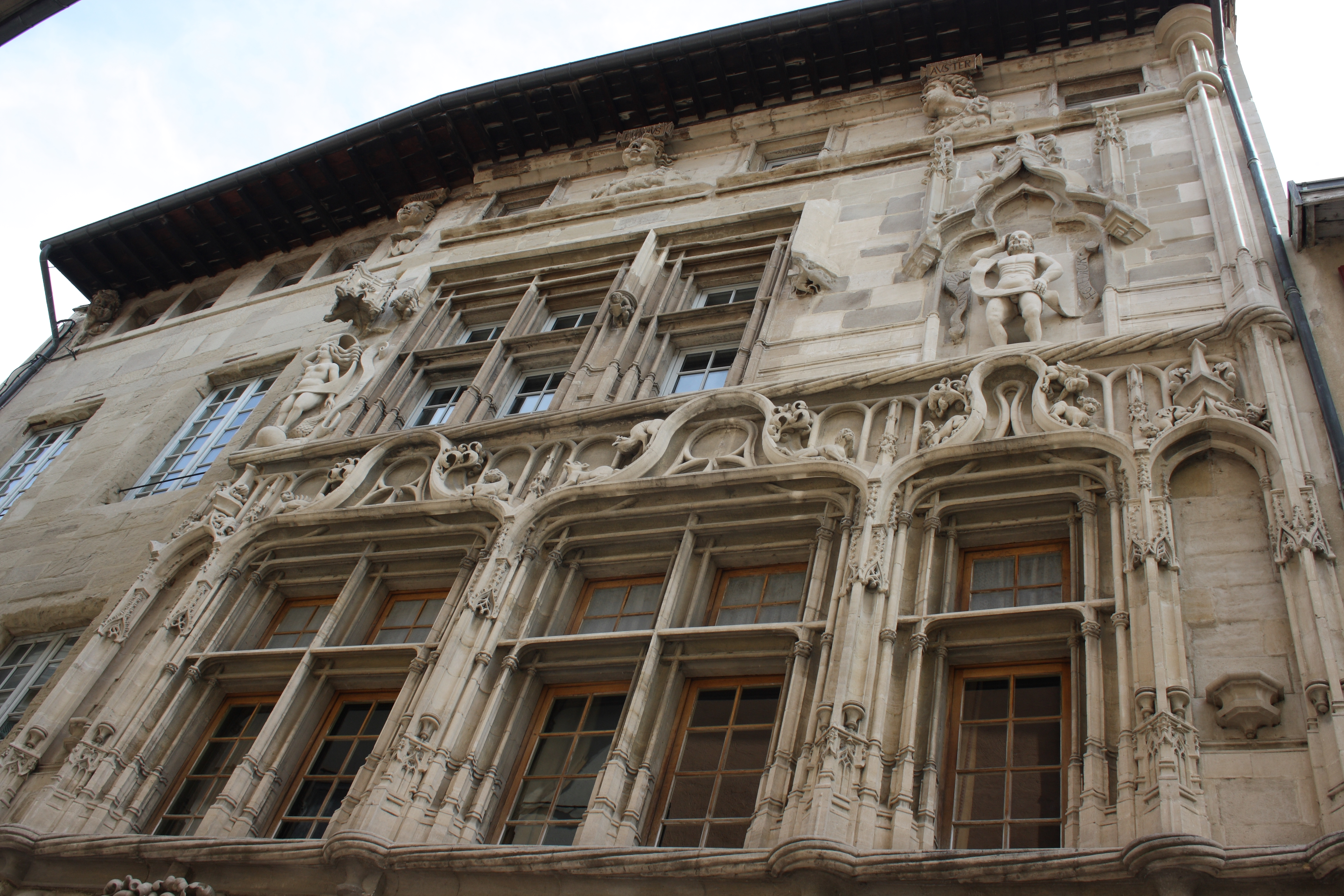
Façade de la maison des Têtes.

À la fin du XVIIIe siècle, au rez-de-chaussée donnant sur la Grande Rue, est percé un arc de boutique faisant ainsi disparaître les trois ouvertures alors existantes. Seule subsiste aujourd'hui la porte d'entrée ouvrant sur le corridor. Pleinement gothique, elle est pourvue d'une menuiserie Louis XIV. Le décor de la façade, dans un style gothique flamboyant, fait coexister jeux de courbes et de contre-courbes, alliant larmiers cordés, fenêtres à faisceaux de moulures, figures fantastiques rampantes, motifs feuillagés sur les arcs en cloche et gâbles découpés pour les ouvertures (premier étage). Les références à ce style restent, malgré l'époque tardive (XVIe siècle), fréquentes à Valence. 
Viennent se jouer en contre-pieds, dans un style Renaissance italienne, les neuf figures en médaillon du rez-de-chaussée, les quatre têtes joufflues des Vents et les deux statues de demi-grandeur au pourtour des ouvertures du premier étage (à gauche la Fortune, à droite le Temps). Vraisemblablement ce décor exubérant devait s'étendre à l'ensemble des deux façades, comme l'indique la tête du vent, au nord ; il fut cependant détruit ou, plus probablement, ne fut jamais exécuté.

### Le Corridor
Le corridor menant à la cour intérieure reproduit le style de la façade. Sa voûte sur croisée d'ogives, ainsi que les clefs pendantes entre les arcs de la voûte, sont du style gothique. Des motifs de la Renaissance sont présents, tels les bustes en médaillon inspirés d'empereurs romains et philosophes antiques ou les culots sculptés de putti tenant des écus.

### La Cour intérieure

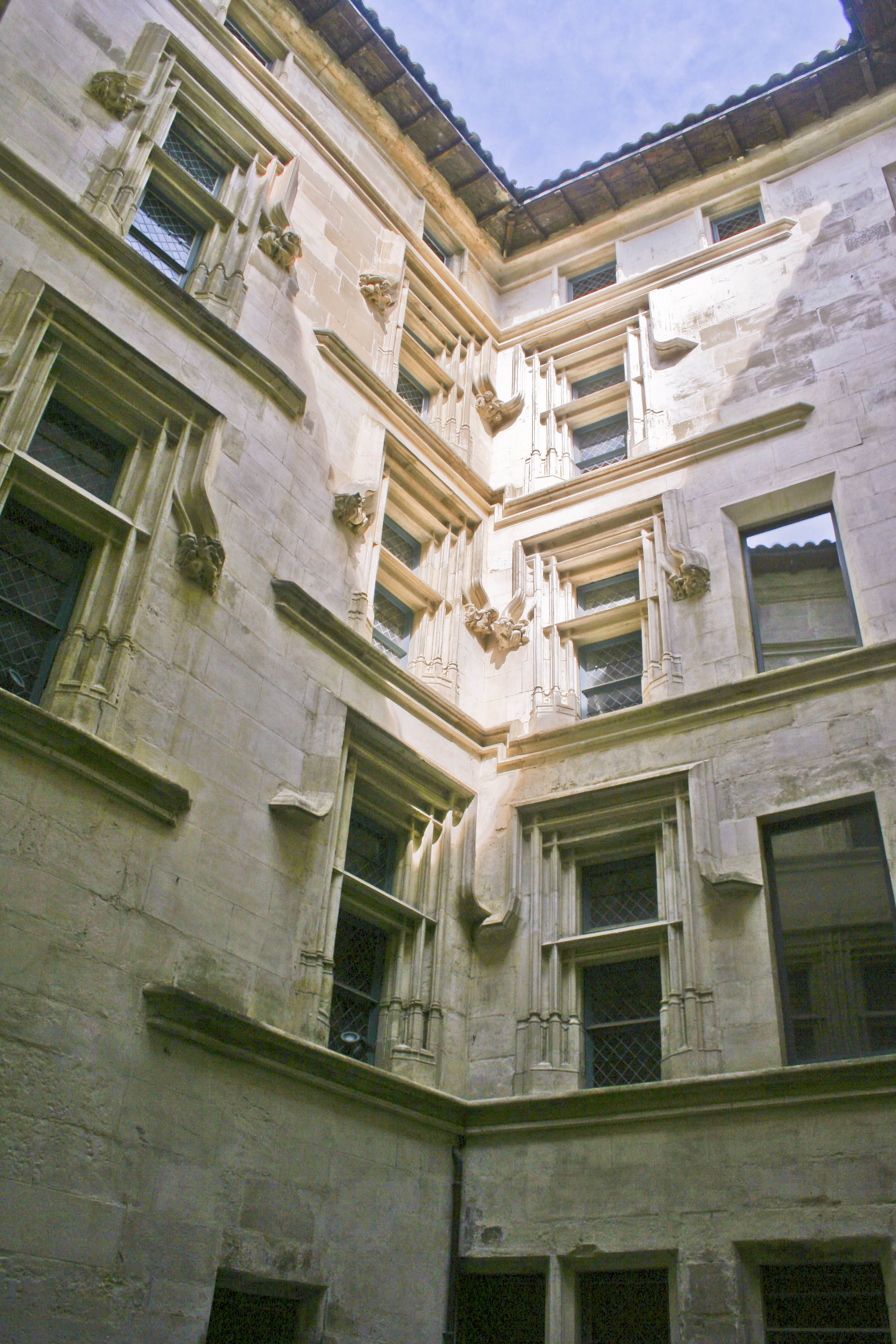
Maison des Têtes, cour intérieure.

Hors proportions, la cour intérieure fut conçue afin de mettre en avant la richesse de son propriétaire. Contrairement à la façade de rue, celle de la cour intérieure joue dans la sobriété. Celle-ci concentre les éléments de circulation d'un corps de logis à un autre, via un escalier et des galeries fermées. L'escalier à vis arbore une accolade ornée uniquement d'un écu couché. La cage d'escaliers est intégrée au corps du bâtiment sur cour, non pas dans une tour en saillie. Il dessert les quatre corps du logis principaux, directement ou par le biais de trois galeries.
L'une de ces galeries, voûtée sur croisées d'ogives, donne sur deux portes ; l'une d'entre elles, la plus décorée, présente l'importance de sa destination, l'ancienne salle basse de la maison. Elle est tenue par un pilier central et deux clefs pendantes. Elle présente quatre des pères de l'Église : saint Augustin, saint Grégoire le Grand, saint Jérôme et saint Ambroise de Milan. Ce sont, avec les petites figures à la retombée des fenêtres, les dernières têtes ayant été sculptées sur l'édifice, et qui attribuèrent à celui-ci son nom.

## Restauration

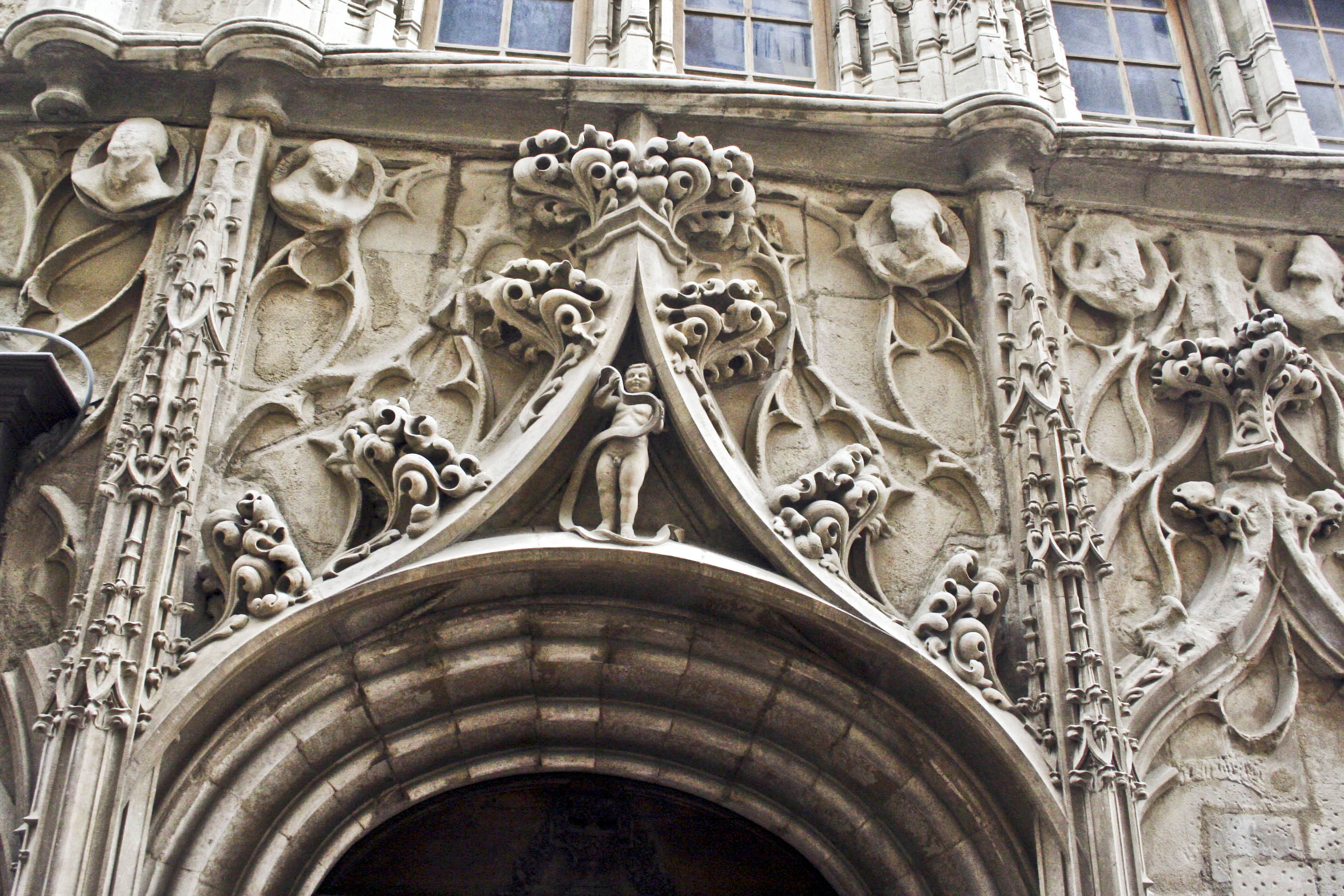
Détails de la façade.

De 1960 à nos jours furent entrepris différents travaux de restauration, conduits sous la direction de l'architecte en chef des monuments historiques, par des entreprises spécialisées. Ils ont pour sources de financement la ville de Valence (propriétaire de l'édifice), le département de la Drôme, ainsi que l'État.
Le matériau principal de construction de l'édifice, la molasse, est une pierre très sensible qui se fissure et se désagrège  sous l'action de l'érosion et de la pollution. Différentes techniques furent employées afin de conserver et restaurer le bâtiment :
- la consolidation superficielle par imprégnation d'un produit durcisseur (stabilité des altérations) ;
- Le ragréage qui purge la pierre de ses parties détériorées. Par suite, un mélange de pierre et de mortier est superposé aux parties saines puis taillé dans les formes originelles ;
- Le remplacement de la pierre par « reprise en tiroirs » ; une pierre neuve, ici le grès des Vosges, est substituée à l'ancienne. Les parties manquantes sont ainsi recréées à partir du « vocabulaire décoratif » présent dans le reste de l'édifice.

## La maison des Têtes aujourd'hui
En 1983 est signée une convention entre Valence et la Caisse nationale des monuments historiques, permettant la création et le soutien du service municipal Valence Ville d'Art et d'Histoire, qu'abrite aujourd'hui la maison des Têtes, en plus du service départemental de l'Architecture.
La restauration du monument, qui s'est inscrite dans le « Schéma directeur de préservation et de valorisation du patrimoine de la ville de Valence », a bénéficié du soutien des mécènes actuels : Les entreprises Eurovia Vinci, Dala Agence Valence Romans, Groupe Alizon et la Fondation du Crédit agricole - Pays de France et de la Fondation du patrimoine pour le programme des restaurations qui s'est étalé d'octobre 2017 à mars 2018,.
Aujourd’hui, ce bâtiment accueille une exposition permanente intitulée « Valence, Ville d'Art et d'Histoire » qui raconte l’évolution de la cité (allant de la cité de Valentia durant l'époque médiévale jusqu'à nos jours) avec différentes maquettes de monuments valentinois incontournables, comme la cathédrale Saint-Apollinaire.